# Камуфляж и шпионаж
«Камуфляж и шпионаж» (англ. Spies in Disguise) — полнометражный анимационный фильм режиссёров Ника Бруно и Троя Квона и сценаристов Дэйва Коупленда и Ллойда Тейлор, основанный на короткометражном фильме «Невозможный голубь». Главных героев картины озвучивают Том Холланд и Уилл Смит, а также Рашида Джонс, Бен Мендельсон, Риба Макинтайр, Рэйчел Броснахэн, Карен Гиллан, DJ Khaled и Маси Ока.
Премьера фильма состоялась в театре «Эль-Капитан» 4 декабря 2019 года, а выход в широкий прокат в США состоялся 25 декабря 2019 года. Лента получила в основном положительные отзывы от критиков, которые похвалили её за анимацию, музыку, юмор и озвучивание, но стала кассовым провалом, собрав в мировом прокате $ 171.6 млн при бюджете в $ 100 млн.
Это последний мультфильм, созданный Blue Sky Studios перед её закрытием в апреле 2021 года, а также последний анимационный фильм, выпущенный под брендом 20th Century Fox.
Фильм посвящён памяти Джо Квонга, который работал художником-аниматором на студии Disney Feature Animation с 1996 по 2010 год и такелажным художником на Blue Sky Studios, и который скончался до выхода фильма в прокат.

## Сюжет
Лэнс Стерлинг, дерзкий и самоуверенный секретный агент H. T. U. V. (честь, доверие, единство и доблесть), отправляется на поиски ударного беспилотника к японскому торговцу оружием Катсу Кимуре в Японию. Как только покупатель, кибернетически усиленный террорист Киллиан, прибывает, Стерлинг, игнорируя приказ директора H. T. U. V. Джой Дженкинс, врывается в здание и побеждает Кимуру и его банду, после чего умудряется бежать с портфелем, содержащим беспилотник. Стерлинг возвращается в штаб-квартиру H. T. U. V., чтобы противостоять Уолтеру Беккету, социально неумелому выпускнику MIT (молодому учёному-изгнаннику), за оснащение несмертельного оружия в его скафандре. Юноша пытается убедить Стерлинга, что есть более мирный способ спасти мир, но Лэнс увольняет его прежде, чем парень успевает объяснить шпиону своё последнее изобретение: «биодинамическую маскировку».
Стерлинг обнаруживает, что портфель пуст, и сталкивается с Марси Каппел, агентом сил безопасности, которая показывает кадры Лэнса (на самом деле Киллиана в голографической маскировке), уходящего с дроном, и называет его предателем. Стерлинг сбегает из H. T. U. V. и решает выследить Уолтера, чтобы тот помог ему исчезнуть. Тем временем Киллиан врывается в оружейный комплекс H. T. U. V.
Обыскивая дом Уолтера в поисках его изобретения, Стерлинг неосознанно проглатывает смесь и превращается в голубя. Прежде чем Беккет начинает делать противоядие, чтобы «разголубить» Лэнса обратно, Марси и другие агенты H. T. U. V. врываются в дом юноши, после чего преследуют дуэт через город, но те убегают в шпионской машине Стерлинга. Сбежав, Лэнс и Уолтер выслеживают Кимуру на курорте в Плайя-дель-Кармен, Мексика. Там они узнают о местонахождении Киллиана в Венеции, Италия, прежде чем Марси и H. T. U. V. смогут снова захватить их. По пути в Венецию юноша снова пытается сделать противоядие, но всё безуспешно.
Прибыв в Венецию, Уолтер сталкивается с H. T. U. V., которые не знают о состоянии Стерлинга. Раскрывая, что она знает Венди, маму Уолтера, которая была полицейским офицером, погибшим при исполнении служебных обязанностей, Марси пытается убедить его помочь сдать им Лэнса, но Беккет отказывается. Но внезапно появляется беспилотник, отвлекающий на себя внимание H. T. U. V. и дающий Уолтеру и Стерлингу сбежать. Убегая, юноша и агент обнаруживают беспилотник, несущий базу данных агента H. T. U. V., которую Уолтеру удаётся извлечь. Однако появляется Киллиан, берёт базу данных и готовится убить Беккета, но Лэнс с помощью сотен голубей в окрестностях отвлекает Киллиана и помогает парню сбежать. Снова замаскировавшись под Стерлинга, Киллиан убегает от H. T. U. V, стряхивая с Марси подозрения о Стерлинге, когда она видит его с роботизированной рукой.
Находясь под водой на подводной лодке, Уолтер показывает, что он установил устройство слежения на Киллиане и находит его на оружейном объекте. Далее Беккет делает новое противоядие, выпив которое, Стерлинг снова превращается в человека. Добравшись до убежища Киллиана, Лэнс беспокоится о безопасности юноши и отправляет его домой на подводной лодке. Оказавшись внутри, Стерлинг противостоит Киллиану, но проигрывает ему и оказывается связанным. Злодей показывает, что он массово произвёл сотни дронов, чтобы нацелиться на всех в агентстве, используя базу данных в качестве мести за убийство своей команды в прошлой миссии, возглавляемой Стерлингом. Заметив, что Уолтер возвращается на подводной лодке, Киллиан уничтожает её, но парень незаметно для них выживает с помощью одного из своих изобретений.
Как только Уолтер освобождает Стерлинга, они оба бегут и связываются с Марси за поддержкой. В то время беспилотники приближаются к штаб-квартире H. T. U. V. в Вашингтоне, округ Колумбия. Юноша пытается взломать бионическую руку Киллиана. Но когда злодей понимает это, то пытается убежать с дроном, однако Уолтер догоняет его. Рискуя своей жизнью, Беккет ловит Киллиана одним из своих защитных устройств и деактивирует руку злодея. Сделав это, парень падает вниз, но Стерлинг, который снова превратился в голубя, успешно летит в первый раз и несёт его в безопасное место с помощью других голубей, в то время как Киллиан найден и арестован.
Несмотря на спасение мира, Стерлинг, вернувшийся в человеческую форму, и Уолтер уволены за неповиновение. Но тем не менее, позже они были восстановлены H. T. U. V, так как агентство извлекло уроки из более мирных способов Уолтера справиться со злодеями.

## Роли озвучивали
- Уилл Смит — Лэнс Стерлинг, агент, который всегда привык работать один и которого считают лучшим шпионом на свете — крутым, очаровательным и высоко-профессиональным. Вначале недолюбливал Уолтера и даже уволил его за профнепригодность, но потом, пройдя вместе ряд страшных и весёлых приключений, они стали напарниками и лучшими друзьями.
- Том Холланд — Уолтер Беккет, социально неумелый выпускник MIT и молодой учёный, он умен, но не умеет ладить с людьми. В основном Уолтер занимается тем, что изобретает различные гаджеты для Лэнса Стерлинга. Уолтер непреднамеренно превращает Лэнса в голубя, но потом, благодаря своим знаниям и умениям, возвращает ему прежний облик, помогает спасти мир от Киллиана и в конце мультфильма становится новым шпионом H. T. U. V., а также — напарником и лучшим другом Лэнса.
  - Джарретт Бруно — Уолтер в детстве
- Рашида Джонс — Марси Каппел, агент сил безопасности. Подозревала Лэнса в преступлениях, но узнав, что преступник — Киллиан, изменила своё мнение.
- Бен Мендельсон — Киллиан, киборг-террорист и главный антагонист мультфильма.
- Риба Макинтайр — Джой Дженкинс, строгая дама пожилого возраста, директор агентства H. T. U. V. и начальник Лэнса.
- Рэйчел Броснахэн — Венди Беккет, полицейский, мама Уолтера, погибшая спустя 14 лет при исполнении служебных обязанностей. При жизни очень любила своего сына и поддерживала его во всех его начинаниях.
- Карен Гиллан и DJ Khaled — Глаза и Уши, работники агентства H. T. U. V. и верные подручные Марси.
- Маси Ока — Катсу Кимура, японский торговец оружием, соратник Киллиана и второстепенный антагонист мультфильма.
- Карла Хименес — Джеральдин
- Олли Мерс — младший агент № 1 (в титрах не указан)
- Марк Ронсон — техник диспетчерской агентства
- Кимберли Брукс — автомобиль Лэнса Стерлинга

## Релиз
Изначально мультфильм должен был выйти летом 2018 года. Однако его дату релиза переносили на 19 апреля 2019 года, потом на 13 сентября тоже года, а 10 мая дата была отложена ещё раз, до 25 декабря 2019 года.

## Критика и отзывы
На веб-сайте Rotten Tomatoes фильм получил 76 % свежести на основе 104 рецензий и среднюю оценку 6,48/10. Metacritic дал фильму средневзвешенную оценку в виде 54 баллов из 100, основываясь на 22 рецензиях, указывая на «смешанные или средние отзывы». Аудитории CinemaScore, дали фильму средний балл «A-» по шкале от «A+» до «F», а зрители PostTrak — в среднем 3,5 звезды из пяти.
Питер Брэдшоу из The Guardian дал фильму три звезды из пяти, назвав его «занимательно-семейным приключением», и высоко оценил вокальную работу Смита и Холланда.

## Награды и номинации
| Награда         | Дата           | Категория                                                                         | Номинанты                  | Результаты | Ссылки |
| --------------- | -------------- | --------------------------------------------------------------------------------- | -------------------------- | ---------- | ------ |
| Золотая катушка | 19 января 2020 | Выдающиеся достижения в редактировании звука                                      |                            | Номинация  | [ 10 ] |
| Энни            | 25 января 2020 | Выдающееся достижение в дизайне персонажей в производстве анимационных персонажей | Хосе Мануэль Фернандес Оли | Номинация  | [ 11 ] |
| Энни            | 25 января 2020 | Выдающееся достижение музыки в производстве анимации                              | Марк Ронсон, Теодор Шапиро | Номинация  | [ 11 ] |